# 15552 Sandashounkan
15552 Sandashounkan è un asteroide della fascia principale. Scoperto nel 2000, presenta un'orbita caratterizzata da un semiasse maggiore pari a 3,1155763 UA e da un'eccentricità di 0,2039812, inclinata di 16,34154° rispetto all'eclittica.